# غرب جاكرتا
غرب جاكرتا (بالإندونيسية: Jakarta Barat) هي واحدة من المدن الإدارية الخمس التي تشكل منطقة العاصمة الخاصة جاكرتا في إندونيسيا. غرب جاكرتا غير متمتعة بالحكم الذاتي وليس لديها مجلس للمدينة، وبالتالي فهي غير مصنف كبلدية مستقلة. عدد سكانها 2.278.825 نسمة وفقًا لتعداد عام 2010، المركز الإداري يقع في بوري كيمبانجان.
يحد جاكرتا من جهة الشمال شمال جاكرتا، كما يحدها وسط جاكرتا من الشرق، وجنوب جاكرتا من الجنوب وتانقيرانغ من الغرب.

## التاريخ
تشتهر غرب جاكرتا بآثارها الاستعمارية الهولندية مثل مبنى مجلس المدينة (الآن متحف جاكرتا للتاريخ في مدينة جاكرتا القديمة)، والحي الصيني (جلودوك) وأيضًا عدد من الكنائس القديمة والمساجد وحصون الاحتلال الهولندي المبكر في باتافيا في ذلك الوقت.

## الاقتصاد
بعد جنوب جاكرتا، تم تصميم غرب جاكرتا الآن لتصبح منطقة تجارية جديدة لمنطقة جاكرتا وخارجها. على وجه الخصوص في منطقة كمبانغان، وسيتم بناء مراكز التسوق ومراكز الترفيه ومراكز التجارة ومراكز المكاتب والمستشفيات والمدارس وغير ذلك من المنشآت والمباني الحيوية. ستصبح هذه المنطقة إستراتيجية للغاية لأنها ستجتاز قريباً دائرة الطريق الدائري الخارجي بجاكرتا (جالان لينكار لوار جاكرتا).

## المناطق
تنقسم غرب جاكرتا إلى 8 مناطق فرعية:
- كينغكارنغ.
- جروغول بيتامبوران.
- كاليدرس.
- كيبون جيروك.
- كيمبانغان.
- بالميره.
- تامان ساري.
- تامبورا.